# الطريق الدائري (فلم)
الطريق الدائري فيلم دراما، مصري من إنتاج عام 2010. الفيلم من إخراج تامر عزت، وتأليف تامر عزت، وإنتاج ايهاب أيوب، ومن بطولة نضال الشافعي، فرح، سيد رجب، عبد العزيز مخيون.

## أحداث الفيلم
(عصام نور الدين) صحافي يتولى التحقيق فيما تقوم به إحدى شركات الأدوات الطبية من تصنيع لفلاتر غسيل الكلى، حيث يكتشف أن الفلاتر التي تنتجها هذه الشركة لا تطابق المواصفات القياسية وقد أدت إلى وفيات، ولدى (عصام) وزوجته (ياسمين) ابنة صغيرة تجري عملية غسيل الكلى بشكل دوري، ولكن ما يغير المسار الذي كان (عصام) يسير فيه مع التحقيق هو علاقته العاطفية مع (أميرة الدرمللي).

## طاقم التمثيل
- نضال الشافعي
- فرح
- سيد رجب
- عبد العزيز مخيون
- حمدي هيكل
- عارفة عبد الرسول
- سامية أسعد
- رمضان خاطر

## الإنتاج
- كتب تامر عزت قصة وسيناريو الفيلم، وكان الفيلم من إخراج تامر عزت. المنتج ايهاب أيوب.

## وصلات خارجية
- مقالات تستعمل روابط فنية بلا صلة مع ويكي بيانات